# Георги Робев
Георги Борисов Робев е български хоров диригент, направил известен Националния филхармоничен хор „Светослав Обретенов“, професор, народен артист.

## Биография

### Произход и образование
Георги Робев е роден на 14 ноември 1934 година във Варна, България. Има сестра, която живее във Варна и е омъжена за адмирал Христо Контров. Произхожда от артистичен род. Баща му е музикант, майка му – балерина, двете му лели – Филисита и Сия Москови – артистки, последната е играла в Народния театър. Завършва реална гимназия във Варна през 1952 година. Още като ученик е участник като самодеец - изпълнител и диригент в детски и младежки колективи, като през 1950-1951 година e диригент на градския представителен младежки колектив „Стефан Йовчев“.
През 1952 година е приет като студент в Държавната музикална академия в София, която завършва през 1957 г. със специалност „Хорово дирижиране“ в класа на проф. Георги Димитров. В този период дирижира войнишки, студентски и други хорове.

### Професионална кариера
В периода 1954 - 1957 година работи като диригент в Хора на софийските учителки, хор „Кавал“ и в Хора на софийските девойки. 
От 1957 до 1966 г. като  главен диригент на „Хора на софийските девойки“ придобива званието „Лауреат“ на I и II Републикански фестивали и става носител на златни медали.
От октомври на 1957 до юли 1960 г. работи като диригент на хора в професионалния Ансамбъл при МВР. 
От 1960 до 1966 г. работи като диригент на Българската хорова капела „Светослав Обретенов“. От началото на 1966 г. до края на живота си е главен диригент на същия хор.
Преподава дирижиране в Музикалната академия в София от 1959 г. Минал с конкурси през всички степени от 1984 г. до смъртта си през 2002 година е редовен професор. 
Пише трудове по срециалността си, отпечатани в изданията на Института за художествена самодейност и много статии в ежедневния и периодичен печат. В колектив от колеги от Катедрата по дирижиране участва при подготовката на учебник по „Хорознание“.
В периода 1979 – 1982 г. е завеждащ катедрата по хорово дирижиране. От 1979 г. е заместник-председател на Съюза на музикалните дейци в България, като от 1984 до 1990 г. е и негов председател. Член е на Централния съвет на българските професионални съюзи.
Работи като композитор на забавна, детска, хорова и оркестрова музика, както и брилянтен оркестратор.
Дирижира над 800 концерта в България и по целия свят.
Реализира 72 концертни турнета, преминали с огромен успех.
Дирижира записи на хорова и друга музика в Радио София, Радио Москва, Радиото в Братислава и Прага, Би-Би-Си - Лондон и Кардиф, Радио Брюксел.
Записи, дирижирани от него, са издадени на грамофонни плочи от фирмите „Балкантон“, „Дека“, „Пате-Маркони“ и „Хармония мунди“.
Дирижирал премиерните изпълнения на значителен брой български и чужди заглавия.

## Дискография
- БЪЛГАРИЯ - Балкантон. Гега-ню (повече от 50 програми между които пълен запис на Месия от Хендел, всички меси от Шуберт, единственият в света запис на Литургия Доместика от Ал. Гречанинов със солист Борис Христов);
- ФРАНЦИЯ – Decca, Раthе Marconi, Harmonia Mundi, Forlan (произведения от тази фирма диск със запис от концерт със Софийската филхармония, дирижиран от Робев на Кармина Бурана от Карл Орф е обявен от "Revue Compakt" (Париж) за „Запис на тримесечието“ - 2-ро трим на 1967);
- ВЕЛИКОБРИТАНИЯ – EMI;
- ЩВЕЙЦАРИЯ – Sonatina;
- ЯПОНИЯ – Columbia;
- ГЪРЦИЯ – Concerto Athens;
- ГЕРМАНИЯ – Сарпссю (10 компактдиска с оперна и ораторна музика със СФ под диригентството на Робев, а капелни програми);
- АВСТРИЯ И КАНАДА – Голямата меса до минор - Моцарт - със СФ. дир. Робев;
- САЩ – Monitor, RCI Records.

## Филмография
Телевизионни филми
- Бьлгарска телевизия – много програми и цели концерти;
- Брюксел – една програма;
- ВВС – Кардиф - една програма;
- Париж – два филма по 27 минути; участия в предаванията „Grand Echiquier" с Доминго, Рампал, Ан Софи Мутер и др.;
- в предаването на Жак Мартен;
- Fr3 изпраща в България специален екип, за да заснеме едночасов филм „Под палката на Георги Робев – източноправославна музика и оперни хорове“

## Концертни турнета извън България
- Русия - 1957, 1960, 1970, 1974, 1975, 1979;
- Гърция – 1965, 1981, 1983, 1984, 1993, 1997;
- Чехословакия – 1963, 1966, 1973, 1979, 1988;
- Италия – 1965, 1986, 1989, 1997, 1998, 1999;
- Англия – 1966, 1968;
- Югославия – 1966, 1980, 1982, 1988, 1991, 1994, 1995, 1998;
- Белгия – 1972, 1973, 1974, 1995, 1996;
- Австрия – 1962, 1981;
- Швейцария – 1981, 1989, 1991;
- Полша – 1974,76;
- Финландия – 1961;
- Япония – 1977;
- Канада – 1989;
- САЩ – 1992, 1993;
- Израел – 1992, 1993;
- Турция – 1996, 1997, 1998, 1999;
- Египет – 1997.

## Водени курсове за диригенти
- Мориен, Франция – 1981, 1982 – организирани от Сорбоната-Париж;
- Флоренция, Италия (Фиезоле J – 1981, 1982, 1983);
- Рубин академи, Ерусалим, Израел, 1992.

## Членства в журита на международни конкурси
- Варна;
- Арецо, Италия – 1967, 1972, 1975, 1985;
- Гориция, Италия – 1974, 1977, 1978, 1979;
- Ланголен, Великобритания – 1970, 1972, 1976;
- Дебрецен, Унгария – 1986;
- Белград, Югославия – 1988.

Постоянен член е на редица организационни и фестивални комитети и комисии. Непрекъснато оказва помощ на самодейни хорови колективи.
Работил е в Турция, Израел и САЩ.

## Политическа кариера
От 1960 г. е член на БКП. 
Робев е председател на Комитета за култура (с ранг на министър) и заместник-председател на Националния съвет за образование, наука и култура в правителството на Георги Атанасов.
Народен представител в IX народно събрание.

## Семейство
Има две деца – дъщеря Татяна и син Георги.

## Отличия
- 1977 г. – удостоен е със званието „Народен артист“[3]

Носител е на златни медали от I и II Републикански фестивали, орден „Кирил и Методий“ I степен, юбилейния медал „25 години народна власт“, почетния знак на град Русе, златната значка с щит и мечове за културна дейност в БНА, медала „За заслуги към БНА“, „Кристална лира“ за върхово постижение, реализирано в цикъл концерти „Ортодоксална музика“, „Народен орден на труда“ - златен.